# Championnat d'Europe masculin de basket-ball en fauteuil roulant 2015
Vous lisez un « bon article » labellisé en 2015.
Pour un article plus général, voir Championnat d'Europe de basket-ball en fauteuil roulant.
Cet article traite de l'épreuve masculine. Pour la compétition féminine, voir Championnat d'Europe de basket-ball en fauteuil roulant féminin 2015.
Navigation
Édition précédente Édition suivante
Le championnat d’Europe de basket-ball masculin 2015, ou IWBF European Wheelchair Basketball Championship for Men division A (ECMA) 2015, est le championnat d'Europe masculin d'handibasket de première division (appelée Division A), organisé par l'IWBF Europe.
La compétition a lieu à Worcester, en Grande-Bretagne, en 2015, en même temps et dans les mêmes conditions que la compétition féminine. Le pays hôte défend son titre acquis en 2013 en Allemagne.
La Grande-Bretagne remporte la compétition pour la troisième fois consécutive, dans une finale en forme de revanche pour la Turquie, vice-championne d'Europe en 2013, qui s'est à nouveau inclinée, cette fois sur le score de 87 à 66. La troisième place revient à l'Allemagne, victorieuse des Pays-Bas (74-56).
Ces quatre équipes se qualifient pour les Jeux paralympiques d'été de 2016, en compagnie de l'Espagne, cinquième du championnat.

## Localisation

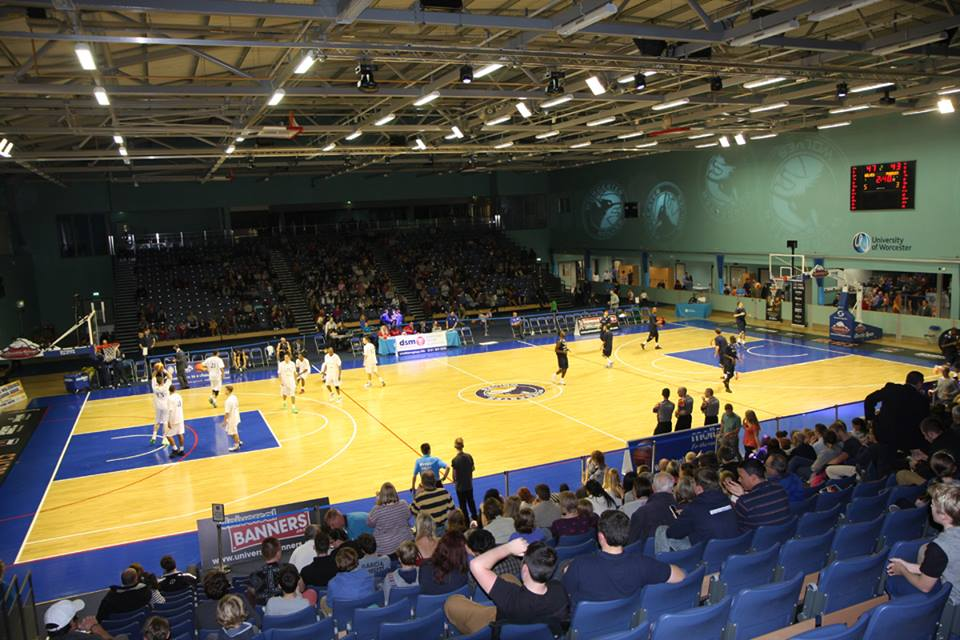
Worcester University Arena, salle des Wolves de Worcester.

L’organisation des championnats d'Europe masculin et féminin 2015 a été attribuée au Worcestershire, qui abrite le Centre national d'entraînement des équipes britanniques de basket-ball en fauteuil roulant. Ce choix est justifié par Jan Bertheling, président de l’IWBF Europe, grâce à « l’accessibilité du site, la proximité des logements et les partenariats entre l’agglomération, les entreprises locales et les instances éducatives ».
Les rencontres se déroulent sur deux sites se trouvant sur le campus de l’Université de Worcester. La quasi-totalité des rencontres a lieu au sein de la Worcester University Arena composée de trois terrains autonomes, dont le terrain central disposant d'une capacité d'accueil de 2 000 places. Certaines rencontres du 4 septembre sont jouées dans le complexe du St. Johns Sports Centre.

## Enjeux sportifs en vue des Jeux paralympiques 2016
Ce championnat lance les épreuves mondiales de qualification aux Jeux paralympiques de Rio en 2016 pour le basket-ball en fauteuil roulant. Suivant les règles établies par le Comité international paralympique, les cinq premières nations masculines sont qualifiées directement. Il offre aussi des places pour le prochain championnat du monde.

## Compétition
La compétition réunit douze équipes : les dix maintenues en 2013 plus les finalistes du championnat d'Europe division B qui s'est tenu en 2014 (voir tableau ci-dessous). Les équipes classées aux cinq premières places sont qualifiées pour les prochains Jeux paralympiques, à Rio de Janeiro (Brésil).
| Sélection          | Classement Euro 2013  | Poule du tour préliminaire |
| ------------------ | --------------------- | -------------------------- |
| Grande-Bretagne    | 1                     | A                          |
| Turquie            | 2                     | B                          |
| Espagne            | 3                     | A                          |
| Suède              | 4                     | B                          |
| Italie             | 5                     | B                          |
| Allemagne          | 6                     | A                          |
| Pays-Bas           | 7                     | B                          |
| Pologne            | 8                     | A                          |
| France             | 9                     | A                          |
| Suisse             | 10                    | B                          |
| République tchèque | 1 · (Euro 2014 Div.B) | A                          |
| Israël             | 2 · (Euro 2014 Div.B) | B                          |

### Tour préliminaire
Les quatre premières équipes de chaque groupe sont qualifiées pour les quarts de finale. Celles occupant les deux dernières places sont reversées dans un nouveau tableau pour disputer deux matchs de classement.

#### Groupe A
| # | Équipe             | Pts | G | P | Pm  | Pe  | Diff | Dép | Moy   |
| - | ------------------ | --- | - | - | --- | --- | ---- | --- | ----- |
| 1 | Allemagne          | 10  | 5 | 0 | 404 | 269 | +135 |     | 81-54 |
| 2 | Pologne            | 8   | 3 | 2 | 408 | 359 | +49  | +11 | 82-72 |
| 3 | Grande-Bretagne    | 8   | 3 | 2 | 370 | 320 | +50  | +0  | 74-64 |
| 4 | Espagne            | 8   | 3 | 2 | 335 | 328 | +7   | -11 | 67-66 |
| 5 | France             | 6   | 1 | 4 | 294 | 381 | -87  |     | 59-76 |
| 6 | République tchèque | 5   | 0 | 5 | 236 | 400 | -164 |     | 47-80 |

| 28 août       | Grande-Bretagne    | 92 - 42   | République tchèque |
| 29 août       | France             | 69 - 76   | Espagne            |
| 29 août       | République tchèque | 32 - 92   | Allemagne          |
| 29 août       | Pologne            | 85 - 73   | Grande-Bretagne    |
| 30 août       | Espagne            | 61 - 42   | République tchèque |
| 30 août       | Grande-Bretagne    | 80 - 46   | France             |
| 30 août       | Pologne            | 72 - 78   | Allemagne          |
| 31 août       | République tchèque | 62 - 69   | France             |
| 31 août       | Espagne            | 82 - 81ap | Pologne            |
| 31 août       | Allemagne          | 89 - 55   | Grande-Bretagne    |
| 1er septembre | Pologne            | 86 - 58   | République tchèque |
| 1er septembre | France             | 42 - 79   | Allemagne          |
| 1er septembre | Grande-Bretagne    | 70 - 58   | Espagne            |
| 2 septembre   | Pologne            | 84 - 68   | France             |
| 2 septembre   | Allemagne          | 66 - 58   | Espagne            |

La première rencontre du tournoi masculin oppose dans le groupe A la Grande-Bretagne, championne d'Europe en titre, à la République tchèque, promue grâce à son titre européen acquis en division B en 2014. Ce sont les Tchèques qui dirigent le rythme du match dès l'entame, par l'intermédiaire de leur intérieur Ondrej Pliska (8 points et 12 rebonds), menant 8-5 après 3 min 30 s. Mais les performances de Gaz Choudhry dans la raquette permettent aux locaux de créer un premier écart avant la fin du premier quart-temps. Le deuxième est tout aussi serré et remporté par la République tchèque 18-15. La seconde mi-temps voit l'effondrement des visiteurs face aux offensives de Choudhry (double-double avec 24 points à 5/7 à trois points, 10 passes décisives plus 4 rebonds pour une évaluation totale de 31), Sagar (20 points et 9 rebonds pour 29 d'évaluation) et Bywater (17 points).
Les médaillés de bronze de l'Euro 2013 démarrent leur campagne 2015 contre la France avec force, menant 9-3 après quelques minutes de jeu. Mais la dynamique s'inverse très rapidement, Jouanserre (22 points et 9 rebonds) donnant 8 points d'avance à son équipe dans le premier quart-temps (23-15). La suite de la rencontre voit une reprise en main du jeu par l'Espagne, qui égalise à la 24e minute grâce à Jesus Romera Martin (43-43), avant de prendre l'avantage en fin de période sur un lancer-franc d'Alejandro Zarzuela (50-49). Le quatrième quart-temps est tendu, Carlier compile 14 points, 9 rebonds et 5 passes côté français, mais cela est insuffisant face au complet García qui finit par un triple-double (14 points, 11 rebonds et 13 passes décisives), accompagné par les frères Pablo (17 points, 4 rebonds et 3 passes) et Alejandro Zarzuela (30 points, 13 rebonds et 4 passes pour 40 d'évaluation).
La République tchèque, pour son deuxième match, se retrouve à nouveau complètement dépassée par son adversaire, cette fois-ci l'Allemagne, et ne résiste que quatre minutes. Les principales performances allemandes de la partie sont à mettre au crédit de Böhme (29 points, 6 rebonds et 8 passes décisives pour 35 d'évaluation), Halouski (26 points, 11 rebonds, 33 d'évaluation), Passiwan (17 points en moins de 17 minutes, 24 d'évaluation) et Bienek (12 points, 8 rebonds et 11 passes pour 28 d'évaluation).
Le dernier match de la journée a offert un spectacle haletant, mettant aux prises la Pologne et la Grande-Bretagne. Après un meilleur départ de leurs opposants, les Britanniques prennent l'avantage sur deux paniers consécutifs d'Abdi Jama (6-5, 2e). S'ensuit un chassé-croisé jusqu'à la fin de la période, conclue par un nouveau panier de Jama (finissant à 29 points) sur le score de 21-21. Les dix minutes suivantes sont au même niveau, les deux équipes se quittant à la mi-temps avec un léger avantage pour les champions en titre (41-38). Mais au retour des vestiaires, l'adresse de l'expérimenté trio polonais crée un écart définitif (période remportée 21-10). Luszynscki signe un triple-double (21 points, 11 rebonds et 12 passes décisives pour 36 d'évaluation) tandis que Filipski s'en est approché (24 points, 8 rebonds et 9 passes pour 38 d'évaluation). Les Britanniques encaissent une défaite inattendue sur le score de 85-73.

L'Espagne s'impose sur une équipe de République tchèque toujours aussi combative mais perdant pied rapidement avant la mi-temps (29 balles perdues à la fin). Sperk termine meilleur marqueur de la rencontre (11 points) côté tchèque, alors qu'Asier García s'est rendu très utile (9 points, 9 rebonds et 7 passes).
Déterminée à se rattraper de son faux-pas de la veille, la Grande-Bretagne n'a pas laissé de chance à la France. Dans une ambiance assez électrique sur le terrain, les locaux entament le match par un 10-0. L'agressivité en défense des Français leur fait commettre plusieurs fautes antisportives, laissant les Britanniques mener à la pause 46-21. La puissance du collectif des champions en titre s'affirme lors de cette rencontre, les joueurs du banc se mettant au niveau : onze des douze joueurs inscrivent au moins deux points, et sept terminent à plus de six unités.
L'opposition entre l'Allemagne et la Pologne a donné lieu à un beau concours de shoots. Halouski (27 points et 9 rebonds) et Böhme (25 points, 7 rebonds et 6 passes décisives) confirment une légère supériorité allemande dans cet exercice : 40-33 à la mi-temps. La Pologne revient sur le parquet avec la volonté de donner la chasse à son adversaire. Sur un fantastique panier de Piotr Luszynscki (terminant la rencontre avec 21 points, 9 rebonds et 14 passes), la Pologne prend les commandes (45-44) en milieu de troisième quart. Le collectif allemand réussit à reprendre la tête pour acquérir sa deuxième victoire du tournoi, alors que les Polonais n'ont pas effectué le moindre changement durant la rencontre.
La République tchèque prend son quatrième match par le bon bout, menant rapidement 4-0 après deux paniers d'Ondrej Pliska (12 points, 7 rebonds et 6 passes). La réaction de la France dans les deux dernières minutes lui permet cependant de prendre six points d'avance (20-14). Le deuxième quart-temps connaît un scénario similaire au premier. Les Français atteignent la mi-temps sur le score de 37-28. Mais les Tchèques ne baissent pas les bras et reprendre l'avantage au retour des vestiaires (43-41, 27e). Un nouveau come-back propulse les deux équipes à égalité, 60-60, à 3 minutes de la fin. C'est grâce à un dernier coup de rein que la France parvient à remporter son premier match et continue à espérer atteindre les quarts de finale.
La Pologne opte pour une défense changeante qui s'avère payante, avec une réussite sur ses tirs extérieurs raquette permettant de devancer l'Espagne 20-13 après 10 minutes. Les Espagnols sont en difficulté loin du panier et ne parviennent pas non plus à s'en rapprocher. L'écart s'accroît avant la pause, avec un tir à trois points de Mateusz Filipski suivi d'une contre-attaque au buzzer, permettant à son équipe de mener 43-25. L'adresse polonaise reste constante en troisième période, alors que l'Espagne retrouve des couleurs par l'intermédiaire de Jordi Ruiz Jordan, auteur de deux tirs à trois points consécutifs (pour 20 points à la fin). La dernière période débute avec toujours dix points d'avance pour la Pologne, qui subit l'excellent jeu de passes de ses adversaires, revenus à un petit point à deux minutes de la fin. Jesus Romero est exclu mais son équipe récupère la possession de la balle juste après, avec 28 secondes restantes au chronomètre de jeu. Sans réussite, l'Espagne est contrainte de faire faute à 15 secondes de la fin sur Filipski (24 points, 7 rebonds et 13 passes pour 34 d'évaluation), qui rentre ses deux lancers-francs. Après un temps mort, Jordi Ruiz envoie son équipe en prolongations sur un nouveau tir à trois points en tête de raquette. Derrière son leader Alejandro Zarzuela (37 points et 8 rebonds en 45 minutes), l'Espagne l'emporte à l'énergie d'un petit point, 82-81, dans la rencontre la plus excitante de la compétition jusqu'alors.
L'Allemagne conclut la journée par une impressionnante performance face au champion en titre, avec une victoire de 44 points. Après un premier quart équilibré, la Grande-Bretagne concède du terrain avant la mi-temps, menée 41-26. Les efforts du groupe de Choudhry (14 points et 6 passes) sont vains face à l'adresse adverse. Les Allemands signent un 36/50 (72 % de réussite) à deux points, avec Böhme en tête (33 points à 16/18 aux tirs à deux points), suivis par les doubles-doubles de Halouski (25 points et 23 rebonds pour 40 d'évaluation) et Bienek (17 points et 10 passes décisives). C'est une deuxième défaite difficile à digérer pour les hôtes du championnat.

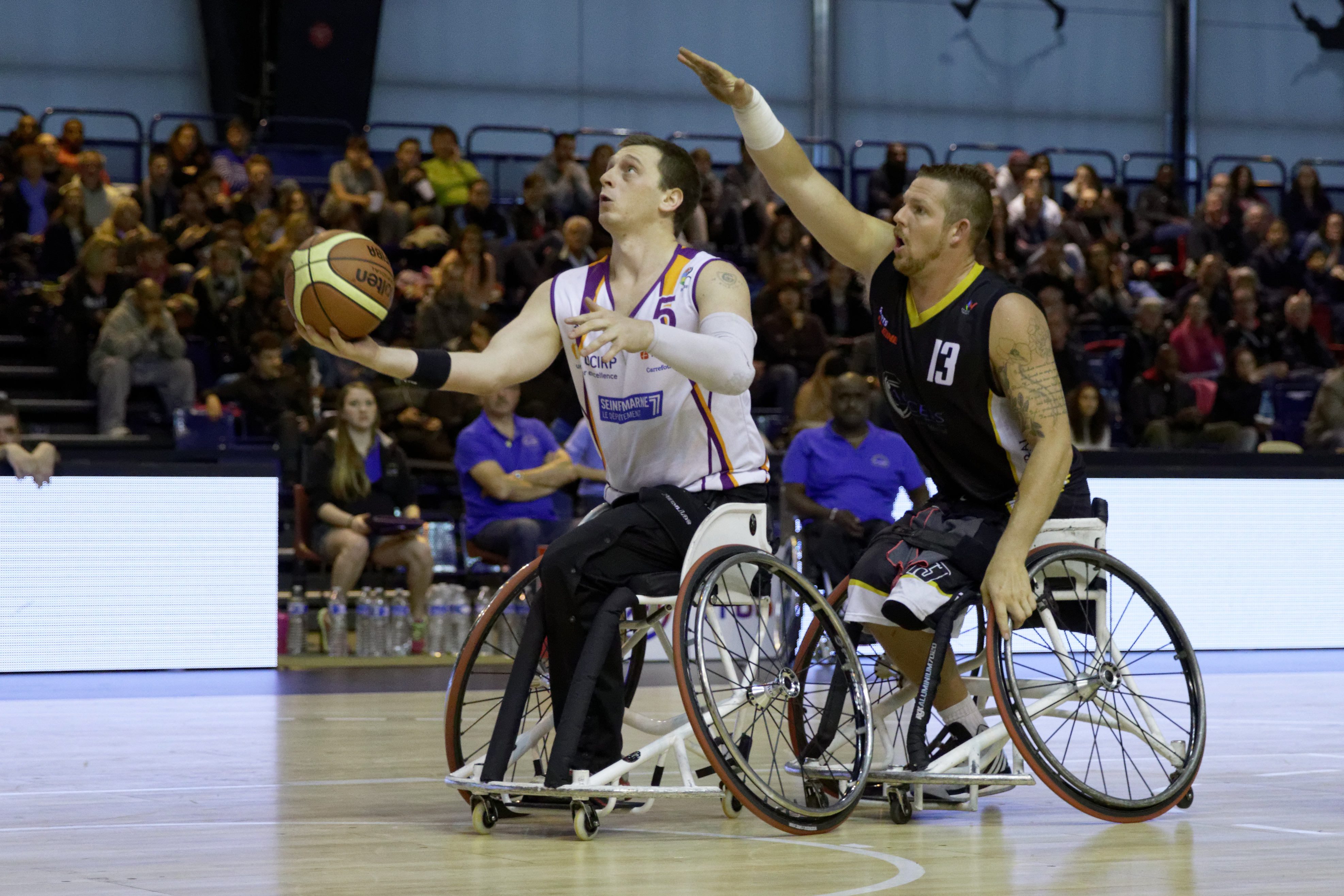
Mosler (numéro 5 blanc) sous les couleurs de Meaux en mai 2015.

La Pologne est contrainte de commencer sa quatrième rencontre sans son meilleur marqueur, Mateusz Filipski. Il est cependant remplacé avec succès par Dominik Mosler (27 points à 13/16 aux tirs, plus 6 rebonds), qui répond aux assauts du duo d'intérieurs tchèques Tucek (25 points) - Pliska (en perdition par la suite, n'inscrivant que 3 points pour 4 rebonds et 5 passes). L'entrée en jeu de Filipski scelle le sort de la rencontre : enchaînant les contre-attaques, la Pologne creuse l'écart de façon régulière, en ouvrant son banc (23-15, 10e ; 42-29, 20e). Piotr Luszynski (4 points, 3 rebonds et 6 passes) réalise un travail important pour assurer la victoire de son équipe à dix minutes de la fin, avant de rejoindre le banc (66-48, 30e). La République tchèque concède finalement un retard de 28 points et termine la phase de groupes sans aucune victoire.
L'Allemagne et la France commencent leur rencontre en profitant des larges espaces offerts à leurs shooteurs. C'est sur un panier au buzzer d'Andre Bienek que les Allemands terminent la première période en tête (17-15, 10e). Ils prennent ensuite le large alors que l'adresse française baisse de régime. Bienek inscrit 17 points en première mi-temps (22 à la fin, avec 8 rebonds et 5 passes) pour rejoindre les vestiaires sur le score de 39 à 25. La seconde mi-temps est marquée par l'entrée de Dirk Passiwan qui inscrit un total de 31 points, pour 40 d'évaluation, plus 14 rebonds et 9 passes décisives (à une unité du triple-double). L'entrée en jeu de Jouanserre dans le dernier quart (7 points en 8 minutes) ne permet pas à la France de refaire son retard. L'Allemagne s'offre le droit à une petite finale contre l'Espagne pour se départager en tête du groupe.
Mais avant de penser à cette rencontre, les Espagnols doivent passer l'obstacle britannique. Il se révèle vite difficile à surmonter, la faute à Terry Bywater et son adresse longue distance (27 points à 10/13 à deux points, plus 15 rebonds et 6 passes pour 36 d'évaluation). L'Espagne ne parvient pas à se défaire de la pression adverse. Alejandro Zarzuela (7 points et 8 rebonds) doit sortir après de multiples fautes et la frustration gagne l'entraîneur Manuel Artacho qui écope d'une faute technique (36-23, 20e). La réaction vient enfin au retour des vestiaires, avec un retour à cinq points à trois minutes de la fin du troisième quart-temps. L'envie est présente mais la Grande-Bretagne conserve la tête, s'assurant sa troisième victoire avec la sortie pour cinq fautes d'Asier García (17 points, 9 rebonds et 10 passes décisives).
La France et la Pologne sont opposées lors du premier match de la journée, avec pour enjeu la qualification pour les quarts de finale. Les Polonais ouvrent les dix premières minutes en menant 22-14, derrière leur paire Filipski-Luszynski, leaders respectifs du championnat en termes de points marqués et passes décisives. Les Français ne renoncent pas et ajoutent de la taille dans leur raquette. Face aux contre-attaques adverses, la domination au rebond permet à la France de gagner le quart-temps d'un point (33-38, 20e). Piotr Luszynski (18 points, 4 rebonds et 8 passes) crée un premier écart important au retour des vestiaires. Ses coéquipiers Mateusz Filipski (31 points, 5 rebonds et 11 passes) et Krzysztof Bandura (17 points à 7/9 aux tirs) poursuivent le travail dans le dernier quart, durant lequel l'intérieur français Nicolas Jouanserre oppose une belle résistance avec ses 28 points (11/15 aux tirs), 9 rebonds et 4 passes. Mais ses efforts sont vains et la France, manquant de constance tout au long de la compétition, concède une nouvelle défaite et est éliminée.
L'enjeu est double pour l'Espagne à l'heure d'affronter l'Allemagne, seule équipe encore invaincue du groupe : une victoire leur assure la première place, mais une défaite les entraîne à la quatrième, par le jeu des égalités avec la Grande-Bretagne et la Pologne. Elle commence d'ailleurs idéalement la rencontre avec un 5-0 par Asier García (6 points et 5 rebonds en 17 minutes). Après un temps-mort (11-5, 6e), l'Allemagne se libère en attaque et attaque volontairement le panier, provoquant des fautes et se retrouvant souvent sur la ligne des lancers-francs. Elle termine d'ailleurs la partie avec une excellente adresse dans cet exercice (12/14, contre 4/11 pour les Espagnols). La reprise est très difficile pour les joueurs de la Mannschaft qui n'inscrivent qu'un tir au cours des cinq premières minutes du quart-temps. Mais la tendance s'inverse rapidement avec une adresse retrouvée et plusieurs interceptions (26-24, 17e). Le match devient assez physique de chaque côté. À chaque fois que l'Espagne inscrit un point, l'Allemagne répond (30-28, 19e). Pablo Zarzuela inscrit un lay-up au buzzer de la mi-temps pour la conclure sur le score de 32 à 28. Un nouveau 5-0 des Espagnols leur permet de reprendre idéalement. L'Allemagne résiste mais ne peut empêcher son adversaire de marquer à volonté. L'écart reste de 5 points à dix minutes de la fin (50-45, 30e). Après un change de tirs réussis de chaque côté, le tournant du match prend forme lorsque Dirk Passiwan est victime d'une faute antisportive. Il convertit ses deux lancers-francs, puis sur l'action suivante Aliaksandr Halouski (13 points et 7 rebonds) inscrit un panier plus la faute, permettant à son équipe de revenir à hauteur (56-56, 35e). Une minute plus tard, l'Allemagne passe en tête pour la première fois de la rencontre (58-56, 36e), pour ne jamais être rejointe. Passiwan termine proche du triple-double (17 points, 9 rebonds et 7 passes décisives) et sa sélection termine à la première place du groupe A.

#### Groupe B
| # | Équipe   | Pts | G | P | Pm  | Pe  | Diff | Dép | Moy   |
| - | -------- | --- | - | - | --- | --- | ---- | --- | ----- |
| 1 | Turquie  | 10  | 5 | 0 | 329 | 262 | +67  |     | 66-52 |
| 2 | Italie   | 8   | 3 | 2 | 312 | 286 | +26  | +7  | 62-57 |
| 3 | Pays-Bas | 8   | 3 | 2 | 316 | 260 | +56  | -7  | 63-52 |
| 4 | Israël   | 7   | 2 | 3 | 295 | 342 | -47  | +2  | 59-68 |
| 5 | Suède    | 7   | 2 | 3 | 310 | 294 | +16  | -2  | 62-59 |
| 6 | Suisse   | 5   | 0 | 5 | 255 | 373 | -118 |     | 51-75 |

| 29 août       | Pays-Bas | 46 - 52 | Turquie  |
| 29 août       | Suède    | 61 - 44 | Italie   |
| 29 août       | Israël   | 65 - 47 | Suisse   |
| 30 août       | Turquie  | 59 - 48 | Suède    |
| 30 août       | Italie   | 79 - 41 | Suisse   |
| 30 août       | Israël   | 46 - 92 | Pays-Bas |
| 31 août       | Turquie  | 70 - 63 | Italie   |
| 31 août       | Israël   | 68 - 66 | Suède    |
| 31 août       | Pays-Bas | 70 - 49 | Suisse   |
| 1er septembre | Italie   | 68 - 63 | Israël   |
| 1er septembre | Suède    | 55 - 57 | Pays-Bas |
| 1er septembre | Suisse   | 52 - 79 | Turquie  |
| 2 septembre   | Suisse   | 66 - 80 | Suède    |
| 2 septembre   | Pays-Bas | 51 - 58 | Italie   |
| 2 septembre   | Turquie  | 69 - 53 | Israël   |

Les vice-champions d'Europe turcs démarrent leur campagne 2015 face aux Pays-Bas. Avec une défense bien en place, ils limitent l'attaque adverse à seulement 6 points dans le premier quart-temps (12-6, 10e). Si Robin Poggenwisch (8 points, 7 rebonds et 5 passes) inscrit deux paniers consécutifs par la suite, la Turquie est portée par Gürbulak (23-10, 18e), qui signe un triple-double avec 17 points, 10 rebonds et 11 passes. La combativité des Néerlandais porte ses fruits, puisqu'ils reviennent à un point dans le dernier quart (38-37), mais ne parviennent pas à passer en tête avant la fin du match.
Le début du match entre l'Italie et la Suède est marquée par des séries et plusieurs changements de leader. Les Transalpins prennent les choses en main (8-3, 5e), avant trois paniers consécutifs de leurs adversaires (8-10, 7e). Contrant l'élan suédois, les Italiens finissent le quart-temps sur un 5-0 pour virer de nouveau en tête. Le combat se poursuit jusqu'à la mi-temps, les deux équipes ne se lâchant plus. Alors que Joakim Linden (20 points, 8 rebonds et 5 passes) égalise (30-30, 25e), la Suède poursuit jusqu'à inscrire 8 paniers consécutifs. Elle se détache par la suite grâce à un niveau de jeu supérieur, malgré le double-double de Rossetti (15 points et 12 rebonds).
La dernière rencontre du groupe revient à Israël, qui a accru petit à petit son avance sur la Suisse, grâce à 9 joueurs à plus de 4 points inscrits. Pour la Suisse, Häfeli réalise un double-double (17 points et 12 rebonds), mais son équipe était trop maladroite (18/63 aux tirs) pour rivaliser face au récent promu.
La Turquie et la Suède sont de nouveau opposées après leur affrontement en demi-finale du dernier championnat d'Europe. Malgré l'ouverture du score d'Özgür Gürbulak (auteur d'un nouveau triple-double avec 11 points, 14 rebonds et 15 passes pour 27 d'évaluation), les Suédois terminent un premier quart-temps à leur avantage, 12 à 16. La pression défensive adverse rend leurs tirs de plus en plus difficiles. S'ils continuent à rentrer dans un premier temps, leur adresse vacille en fin de période ; la Turquie inscrit les dix derniers points de la mi-temps pour mener 27 à 22 à la pause. Au retour, la Suède s'attache à contrôler le rebond (13 prises pour Al-Jashamy) mais a du mal à s'opposer à l'attaque turque, qui assure une deuxième victoire en deux matchs.
L'Italie n'a pas laissé d'espoir à la Suisse. Profitant de la maladresse adverse, les Italiens enchaînent les paniers (15-0, 5e), jusqu'à un tir au buzzer du quart-temps de Mateo Cavagnini (12 points à 6/7 aux tirs, plus 8 rebonds pour 21 d'évaluation). Le second quart-temps voit l'écart se former un peu plus, remporté 29-9 par l'Italie. La seconde mi-temps est plus serrée. Les Suisses jouent sur leur envie mais ne parviennent à gagner les deux périodes suivantes que d'un point. Si onze joueurs ont marqué pour l'Italie, Häfeli (18 points, 9 rebonds et 4 passes) s'est trouvé trop seul pour former une opposition consistante.
Plus encore qu'au match précédent, les Pays-Bas ont eu besoin de moins de dix minutes pour surclasser de pâles Israéliens. Derrière Mustafa Korkmaz, qui inscrit 20 points dans le seul premier quart, ils mènent déjà 37-4 lors du premier buzzer. Par la suite, seul Dor Onn (12 points, 7 rebonds et 3 passes) parvient à sortir son épingle du jeu, bien trop esseulé face à Korkmaz (34 points, 4 rebonds et 8 passes pour 39 d'évaluation), Poggenwisch (8 points, 6 rebonds et 12 passes) et Bellers (16 points et 8 rebonds). Le score final est très lourd : 92 à 46.
Le quatrième jour de compétition démarre par une opposition de style entre la Turquie et l'Italie. Les premiers s'appuient sur du jeu rapide et profitent de multiples occasions de pénétrer dans la raquette adverse, tandis que les seconds répondent par leur adresse extérieure et leur présence aux rebonds (catégorie statistique dont ils sont leaders après deux matchs disputés). L'isolation d'Özgür Gürbulak (de nouveau auteur d'un triple-double : 13 points, 12 rebonds et 15 passes mais 3/14 aux tirs) en défense réussit aux Italiens, qui attaquent plus facilement la raquette (Papi inscrit 10 points en 7 minutes à 100 % de réussite, et Rossetti ajoute 16 points à 8/14 aux tirs plus 8 rebonds et 5 passes). Seule l'adresse extérieure leur fait défaut durant ces dix premières minutes (13-17, 10e). La Turquie revient au deuxième quart-temps grâce à une meilleure maîtrise du rythme du match (33-33, 20e). Après la pause, Gezinci rend une copie parfaite : 28 points (à 10/10 aux tirs à deux points et 8/9 aux lancers-francs) et 7 rebonds pour 32 d'évaluation. Après la pause, les défenses se resserrent dans les raquettes, forçant les attaquants à prendre des tirs lointains, cependant réussis des deux côtés (47-46, 30e). Dans la dernière ligne droite, l'Italie s'entête à prendre des tirs proches du panier, avec peu de réussite, et laisse l'écart se creuser rapidement (jusqu'à 14 points, à sept minutes de la fin). La Turquie reste invaincue grâce à un dernier quart-temps offensif (remporté 23-17).
L'échauffement énergique des deux équipes a été très remarqué avant la rencontre entre Israël et la Suède. Le niveau de jeu est élevé dès le début, aussi bien en attaque qu'en défense (8-11, 5e). Rozenberg (12 points à 5/7, plus 10 passes décisives) répond à un fantastique panier à trois points d'Husein Haidari (19 points, 5 rebonds et 5 passes), et les deux équipes ne se lâchent pas. La Suède revient avec une première accélération, portant son avantage à 29-19 au tableau d'affichage. Le court passage de Lior Dror (5 points et 2 rebonds en sept minutes) permet néanmoins à Israël de refaire en partie son retard avant la mi-temps (27-33, 20e). Le troisième quart voit l'opposition entre Allon Dor Onn (29 points à 13/22 et 8 rebonds) et la paire suédoise Joakim Linden (17 points, 6 rebonds, 9 passes pour 27 d'évaluation) - Joakim Lindblom (16 points, 9 rebonds, 5 passes et 22 d'évaluation). L'écart se réduit à nouveau (37-37, 27e). Israël poursuit sur son élan, comptant jusqu'à cinq points d'avance (56-51) et gardant toujours cet écart à 53 secondes de la fin (68-64, 39e). Malgré un dernier panier d'Haidari, la Suède s'incline après un match d'une grande intensité.
Les Pays-Bas se sont appuyés sur un pourcentage de réussite supérieur en première mi-temps pour disposer de la Suisse. La rencontre a donné cependant lieu à de spectaculaires actions, saluées par les supporters des deux équipes. Korkmaz a répondu présent dans tous les secteurs de jeu (20 points à 3//8 à trois points, 10 rebonds et 9 passes) tandis que Häfeli (21 points et 10 rebonds) enregistre lui aussi un double-double.
Comme lors des précédentes rencontres, Israël peine en début de match. Stefano Rossetti (18 points, 7 rebonds et 5 passes) distribue le jeu et l'Italie mène sans discussion possible (22-7, 10e). Fabio Bernardis (14 points, 7 rebonds et 6 passes) se charge de maintenir l'écart jusqu'à la mi-temps. Les deux équipes se répondent coup sur coup, alors que l'écart diminue lentement (49-42, 28e). Allon Dor Onn (20 points, 8 rebonds et 12 passes pour 29 d'évaluation) se démène pour rapprocher son équipe (58-54, 34e). Dotan Meishar (13 points en 20 minutes) contribue à son effort, mais le duo Rossetti - Cavagnini (18 points, 7 rebonds et 29 d'évaluation pour ce dernier) s'assure la victoire, après avoir tout de même perdu les trois derniers quarts-temps.
Après un premier quart-temps perdu sur un petit score (8-11, 10e), la Suède élève sa pression défensive et provoque un grand nombre de pertes de balle chez les Néerlandais. Joakim Linden (21 points à 10/18 à deux oints, plus 9 rebonds) tient tête à Mustafa Korkmaz (25 points, 7 rebonds et 6 passes) pour maintenir l'écart (50-42, 30e). Alors que la Suède ne marque pas pendant 4 minutes 30, les Pays-Bas passent en tête pour la première fois du match à 1 minute 30 de la fin. Les Suédois manquent le tir pour forcer à la prolongation, offrant à leur adversaire une victoire importante pour la qualification en quarts de finale.
Après un dernier match encourageant face aux Pays-Bas, la Suisse poursuit sur sa lancée derrière son intérieur Maurice Amacher (20 points, 8 rebonds et 7 passes décisives). L'extrême maladresse turque ne dure cependant qu'un temps, et remporte les deux premiers quarts temps sur les scores identiques de 21-11. Toujours volontaires, les Suisses subissent un coup dur à deux minutes de la fin du troisième quart, avec la sortie pour cinq fautes de Phillipp Häfeli (17 points et 4 rebonds). L'écart augmente encore avec plusieurs contre-attaques pour la Turquie, s'appuyant sur les performances de Gürbulak (15 points, 15 rebonds et 8 passes), Acar (10 points et 8 rebonds), Arslanoglu (11 points et 9 rebonds) et Gümüş (17 points et 5 rebonds).
Alors que la Suisse est d'ores et déjà éliminée, la Suède peut encore se qualifier en cas de victoire, mais a aussi besoin de résultats favorables à une égalité à trois équipes dans les autres rencontres. Les deux équipes restent cependant au contact l'une de l'autre, jusqu'à une série de plusieurs fautes sanctionnant les Helvètes qui concèdent 6 points de retard après dix minutes. La principale animation du match vient du duel entre Phillipp Häfeli et Joakim Linden, qui atteignent la pause avec tous deux 14 points et 5 rebonds. Le troisième quart-temps connaît beaucoup de changement de leader, c'est toutefois la Suède qui le termine en tête, menant toujours de deux points. Husein Haidari (2 points, 4 rebonds et 5 passes) est sorti pour cinq fautes peu de temps après la reprise, donnant le sentiment que la Suisse va pouvoir faire tourner la chance en sa faveur pour une première victoire dans le championnat. Mais Walter Spuler (7 points et 6 rebonds) le rejoint rapidement sur le banc. L'indiscipline des Suisses est mise à profit par Lindblom (16 points à 6/8 aux lancers, plus 5 rebonds et 8 passes) et ses partenaires pour créer un écart enfin appréciable, et récolte une seconde victoire, maintenant les Suédois en vie dans la course à la qualification olympique. Ils doivent encore compter sur des défaites de l'Italie et d'Israël. Linden termine la rencontre avec 28 points à 12/18 aux tirs, 7 rebonds et 4 passes pour 33 d'évaluation, tandis qu'Häfeli s'arrête à 22 points, 8 rebonds, 8 passes et 26 d'évaluation.
Plus créative offensivement, l'Italie prend les commandes du match alors que les Pays-Bas s'en remettent à leur shooteur Mustafa Korkmaz (23 points et 7 passes décisives). L'inconsistance de son équipe profite néanmoins aux Italiens, très présents au rebond offensif notamment. Cavagnini mène les siens à la victoire avec un impressionnant double-double (19 points et 18 rebonds) pour assurer la qualification en quarts et même passer devant leurs adversaires du jour au classement.
La dernière rencontre du groupe n'a plus d'enjeu, les deux équipes étant déjà qualifiées et assurées de leur place. Après un départ plutôt lent (14-8, 10e), la Turquie s'applique plus sur ses tirs pour créer un premier écart avant la mi-temps (31-22, 20e). Si les Israéliens répondent par la suite et font preuve de beaucoup de détermination, il leur manque un scoreur décisif : onze de leurs joueurs marquent entre 2 et 12 points. Avec une défense imperméable et une attaque menée par Yavuz (20 points, 8 rebonds, 8 passes et 31 d'évaluation) et Gümüş (19 points et 9 rebonds), les Turcs gardent le match en main, se permettant de faire tourner son effectif. Gürbulak termine avec un double-double cette fois-ci (5 points à 2/11 mais 12 rebonds et 10 passes).

### Play-offs
Les quatre premiers des poules A et B sont qualifiés pour les quarts de finale et jouent le titre de champion d'Europe de division A. Les deux derniers se disputent le maintien en division A.

#### Tableau
|  | Quarts de finale | Quarts de finale | Quarts de finale | Quarts de finale |                 |                 | Demi-finales | Demi-finales | Demi-finales                  | Demi-finales                  |                               |                               | Finale      | Finale      | Finale      | Finale      |
|  |                  |                  |                  |                  |                 |                 |              |              |                               |                               |                               |                               |             |             |             |             |
|  | 3 septembre      | 3 septembre      | 3 septembre      | 3 septembre      |                 |                 | 4 septembre  | 4 septembre  | 4 septembre                   | 4 septembre                   |                               |                               | 6 septembre | 6 septembre | 6 septembre | 6 septembre |
|  | 3 septembre      | 3 septembre      | 3 septembre      | 3 septembre      |                 |                 | 4 septembre  | 4 septembre  | 4 septembre                   | 4 septembre                   |                               |                               | 6 septembre | 6 septembre | 6 septembre | 6 septembre |
|  | A1               | Allemagne        | 75               | 75               |                 |                 | 4 septembre  | 4 septembre  | 4 septembre                   | 4 septembre                   |                               |                               | 6 septembre | 6 septembre | 6 septembre | 6 septembre |
|  | A1               | Allemagne        | 75               | 75               |                 |                 | 4 septembre  | 4 septembre  | 4 septembre                   | 4 septembre                   |                               |                               | 6 septembre | 6 septembre | 6 septembre | 6 septembre |
|  | B4               | Israël           | 54               | 54               |                 |                 | 4 septembre  | 4 septembre  | 4 septembre                   | 4 septembre                   |                               |                               | 6 septembre | 6 septembre | 6 septembre | 6 septembre |
|  | B4               | Israël           | 54               | 54               | Allemagne       | Allemagne       | 68           | 68           |                               |                               |                               |                               | 6 septembre | 6 septembre | 6 septembre | 6 septembre |
|  | 3 septembre      |                  |                  |                  | Allemagne       | Allemagne       | 68           | 68           |                               |                               |                               |                               | 6 septembre | 6 septembre | 6 septembre | 6 septembre |
|  |                  |                  | Grande-Bretagne  | Grande-Bretagne  | 77              | 77              |              |              |                               |                               |                               |                               | 6 septembre | 6 septembre | 6 septembre | 6 septembre |
|  | A3               | Grande-Bretagne  | Grande-Bretagne  | Grande-Bretagne  | 77              | 77              | 77           | 77           |                               |                               |                               |                               | 6 septembre | 6 septembre | 6 septembre | 6 septembre |
|  | A3               | Grande-Bretagne  | 4 septembre      |                  |                 |                 | 77           | 77           |                               |                               |                               |                               | 6 septembre | 6 septembre | 6 septembre | 6 septembre |
|  | B2               | Italie           | 48               | 48               |                 |                 |              |              |                               |                               |                               |                               | 6 septembre | 6 septembre | 6 septembre | 6 septembre |
|  | B2               | Italie           | 48               | 48               | Grande-Bretagne | Grande-Bretagne | 87           | 87           |                               |                               |                               |                               |             |             |             |             |
|  | 3 septembre      |                  |                  |                  | Grande-Bretagne | Grande-Bretagne | 87           | 87           |                               |                               |                               |                               |             |             |             |             |
|  |                  |                  | Turquie          | Turquie          | 66              | 66              |              |              |                               |                               |                               |                               |             |             |             |             |
|  | B1               | Turquie          | Turquie          | Turquie          | 66              | 66              | 63           | 63           |                               |                               |                               |                               |             |             |             |             |
|  | B1               | Turquie          |                  |                  |                 |                 |              |              |                               |                               |                               |                               |             |             |             |             |
|  | A4               | Espagne          | 54               | 54               |                 |                 |              |              |                               |                               |                               |                               |             |             |             |             |
|  | A4               | Espagne          | 54               | 54               | Turquie         | Turquie         | 69           | 69           | Match pour la troisième place | Match pour la troisième place | Match pour la troisième place | Match pour la troisième place |             |             |             |             |
|  | 3 septembre      |                  |                  |                  | Turquie         | Turquie         | 69           | 69           | Match pour la troisième place | Match pour la troisième place | Match pour la troisième place | Match pour la troisième place |             |             |             |             |
|  |                  |                  | Pays-Bas         | Pays-Bas         | 50              | 50              |              |              | 6 septembre                   | 6 septembre                   | 6 septembre                   | 6 septembre                   |             |             |             |             |
|  | B3               | Pays-Bas         | Pays-Bas         | Pays-Bas         | 50              | 50              | 63           | 63           | 6 septembre                   | 6 septembre                   | 6 septembre                   | 6 septembre                   |             |             |             |             |
|  | B3               | Pays-Bas         |                  |                  |                 |                 |              | 63           |                               |                               | Allemagne                     | Allemagne                     | 74          | 74          |             |             |
|  | A2               | Pologne          | 56               | 56               |                 |                 |              |              |                               |                               | Allemagne                     | Allemagne                     | 74          | 74          |             |             |
|  | A2               | Pologne          | 56               | 56               | Pays-Bas        | Pays-Bas        | 56           | 56           |                               |                               |                               |                               |             |             |             |             |
|  |                  |                  |                  |                  |                 |                 |              |              |                               |                               |                               |                               |             |             |             |             |

Les équipes éliminées en quarts de finale sont reversées dans ce tableau qui attribue les places de 5 à 8.
|  | Tour de classement (5 à 8) | Tour de classement (5 à 8) |          |    | 5e place    | 5e place    |
|  | Tour de classement (5 à 8) | Tour de classement (5 à 8) |          |    | 5e place    | 5e place    |
|  |                            |                            |          |    |             |             |
|  | 4 septembre                | 4 septembre                |          |    | 5 septembre | 5 septembre |
|  | 4 septembre                | 4 septembre                |          |    | 5 septembre | 5 septembre |
|  | Israël                     | 54                         |          |    | 5 septembre | 5 septembre |
|  | Israël                     | 54                         |          |    | 5 septembre | 5 septembre |
|  | Italie                     | 64                         |          |    | 5 septembre | 5 septembre |
|  | Italie                     | 64                         | Italie   | 55 |             |             |
|  | 4 septembre                |                            | Italie   | 55 |             |             |
|  |                            | Espagne                    | 86       |    |             |             |
|  | Espagne                    | Espagne                    | 86       | 56 |             |             |
|  | Espagne                    |                            |          | 56 |             |             |
|  | Pologne                    | 47                         |          |    |             |             |
|  | Pologne                    | 47                         | 7e place |    |             |             |
|  |                            |                            |          |    |             |             |
|  | 5 septembre                |                            |          |    |             |             |
|  |                            |                            |          |    |             |             |
|  | Israël                     | 55                         |          |    |             |             |
|  | Israël                     | 55                         |          |    |             |             |
|  | Pologne                    | 69                         |          |    |             |             |
|  | Pologne                    | 69                         |          |    |             |             |

Les deux derniers de chaque poule effectuent deux tours de classement. Les perdants sont relégués en division B.
|  | Tour de classement (9 à 12) | Tour de classement (9 à 12) |           |    | 9e place    | 9e place    |
|  | Tour de classement (9 à 12) | Tour de classement (9 à 12) |           |    | 9e place    | 9e place    |
|  |                             |                             |           |    |             |             |
|  | 3 septembre                 | 3 septembre                 |           |    | 5 septembre | 5 septembre |
|  | 3 septembre                 | 3 septembre                 |           |    | 5 septembre | 5 septembre |
|  | [A5] France                 | 63                          |           |    | 5 septembre | 5 septembre |
|  | [A5] France                 | 63                          |           |    | 5 septembre | 5 septembre |
|  | [B6] Suisse                 | 67                          |           |    | 5 septembre | 5 septembre |
|  | [B6] Suisse                 | 67                          | Suisse    | 50 |             |             |
|  | 3 septembre                 |                             | Suisse    | 50 |             |             |
|  |                             | Suède                       | 76        |    |             |             |
|  | [B5] Suède                  | Suède                       | 76        | 80 |             |             |
|  | [B5] Suède                  |                             |           | 80 |             |             |
|  | [A6] République tchèque     | 45                          |           |    |             |             |
|  | [A6] République tchèque     | 45                          | 11e place |    |             |             |
|  |                             |                             |           |    |             |             |
|  | 5 septembre                 |                             |           |    |             |             |
|  |                             |                             |           |    |             |             |
|  | France                      | 60                          |           |    |             |             |
|  | France                      | 60                          |           |    |             |             |
|  | République tchèque          | 50                          |           |    |             |             |
|  | République tchèque          | 50                          |           |    |             |             |

#### Classement places 9 à 12
Au-delà des places d'honneur, l'enjeu est important pour les quatre équipes se disputant ce mini-tableau, car les onzième et douzième places sont synonymes de relégation en division B (championnat se déroulant l'été 2016, dont les finalistes participeront à nouveau à l'Euro 2017 (division A).

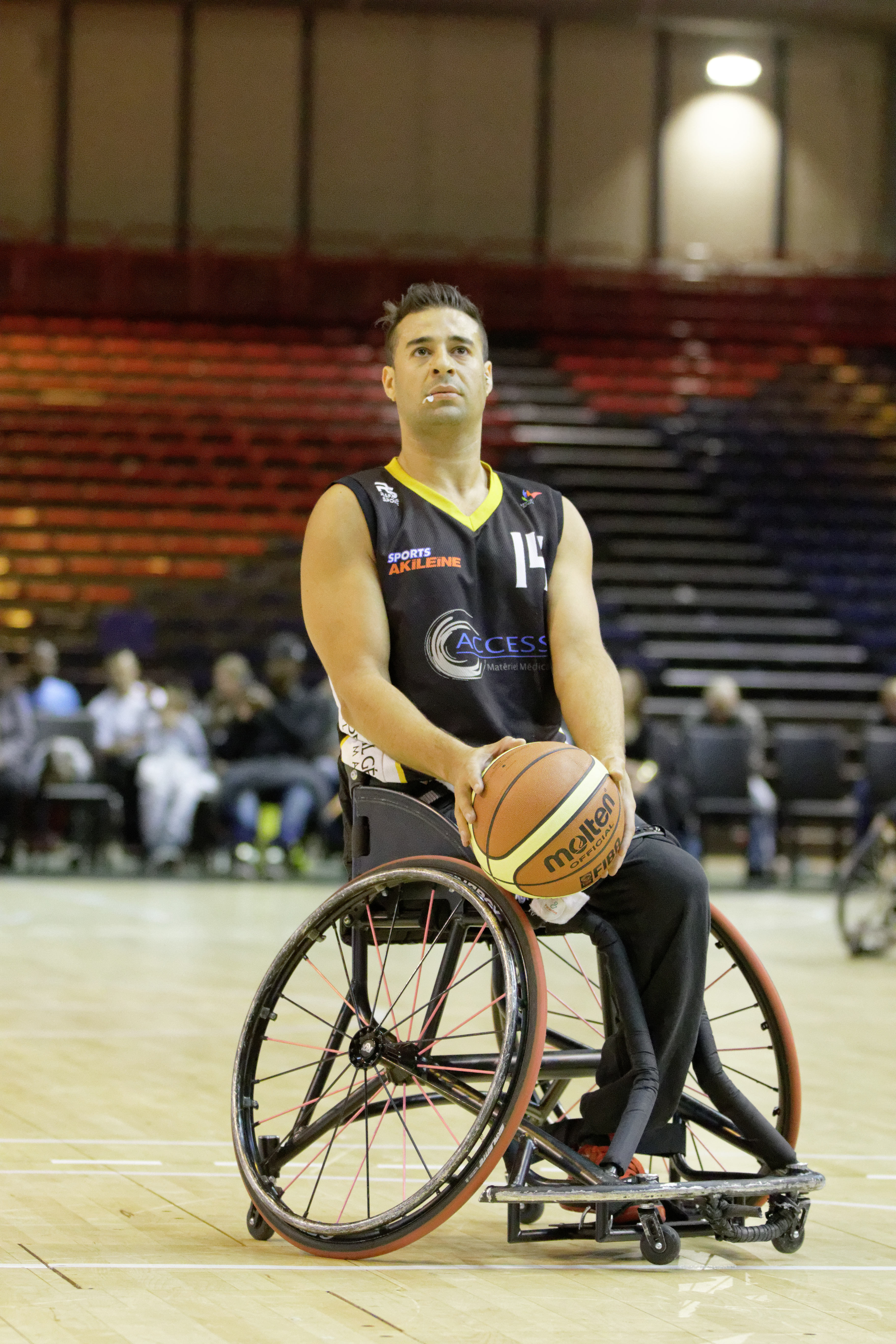
Belaïd (numéro 14 noir) sous les couleurs du Cannet en mai 2015.

La France commence le match face à la Suisse avec une nette domination au rebond offensif (17 prises à 4 sur l'ensemble du match), mais ne concrétise que peu de ses occasions (12-9, 10e). Par la suite, son adversaire connaît un regain d'envie et pousse les Français dans leurs retranchements, ces derniers ne restant en tête que grâce à d'impressionnants tirs extérieurs. Jouanserre inscrit ainsi 28 points à 10/19 (plus 11 rebonds). Privilégiant les espaces dans la raquette, les Suisses prennent les devants en fin de troisième quart sur un panier au buzzer en tête de raquette de Phillipp Häfeli, assez maladroit pourtant (13 points, à 5/14 aux tirs et 3/11 aux lancers-francs, plus 6 rebonds et 4 passes). Grâce à l'impact de Spuler (14 points et 11 rebonds) et Amacher (21 points et 7 passes), la Suisse se construit une avance de 12 points à six minutes du terme de la partie. La France doit s'incliner après avoir manqué de solutions offensivement. Il s'agit de la première victoire de la Suisse dans la compétition.
Dans la seconde rencontre de classement, la Suède a montré qu'elle disposait d'un niveau bien supérieur face à des Tchèques commettant de nombreuses pertes de balle d'entrée (21 au total, contre 11 pour les Suédois). Joakim Linden est le principal artisan de cette victoire convaincante, avec 34 points (15/22), 6 rebonds et 4 passes décisives.
Français et Tchèques se retrouvent une nouvelle fois, après le match de poule remporté 69 à 62 par les premiers cités. Après un premier quart-temps où les deux équipes se sont partagé le leadership, la République tchèque subit la pression défensive française. Miroslav Šperk (16 points à 8/10 et 7 passes) est bien contenu et multiplie les pertes de balle (quatre au total). Cependant, la France reste trop imprécise dans la finition (24/60 aux tirs) et compte un retard de neuf points à la mi-temps (23-32, 20e). L'écart monte jusqu'à seize points au retour des vestiaires. Après un temps-mort, l'adaptation tactique visant à ralentir le jeu adverse commence à porter ses fruits. Se privant de Jouanserre, les Français s'en remettent à Christophe Carlier (17 points et 5 rebonds), et la paire Etavard - Belaïd (12 points et 5 rebonds chacun). La République tchèque voit ses offensives bloquées par la zone-presse adverse, ou est dans l'impossibilité d'attaquer la raquette. Seul Tucek (20 points, 9 rebonds et 5 passes) connaît une certaine réussite, mais ne peut s'opposer à la victoire française qui clôt la marque sur un dernier quart-temps remporté 21 à 4. Comme en 2011, l'équipe de France, nation la plus titrée de l'histoire du basket fauteuil, prend la onzième place de l'Euro et se trouve reléguée en division B, en compagnie des Tchèques, champions d'Europe de la division B en 2014.
Pour la neuvième place, Suisses et Suédois démarrent par un tête-à-tête de plusieurs minutes. C'est seulement lors de la sortie d'Häfeli (10 points, 9 rebonds), que la Suède, menée par un Linden une nouvelle fois impressionnant (31 points, 9 rebonds, 5 passes et 39 d'évaluation), prend une avance importante avant la mi-temps. Si le troisième quart-temps voit les deux équipes se neutraliser, le dernier est totalement dominé par la Suède et remporté 27 à 12, pour une large victoire 76-50. Haidari (11 points et 11 passes) se console avec la neuvième place.

#### Quarts de finale

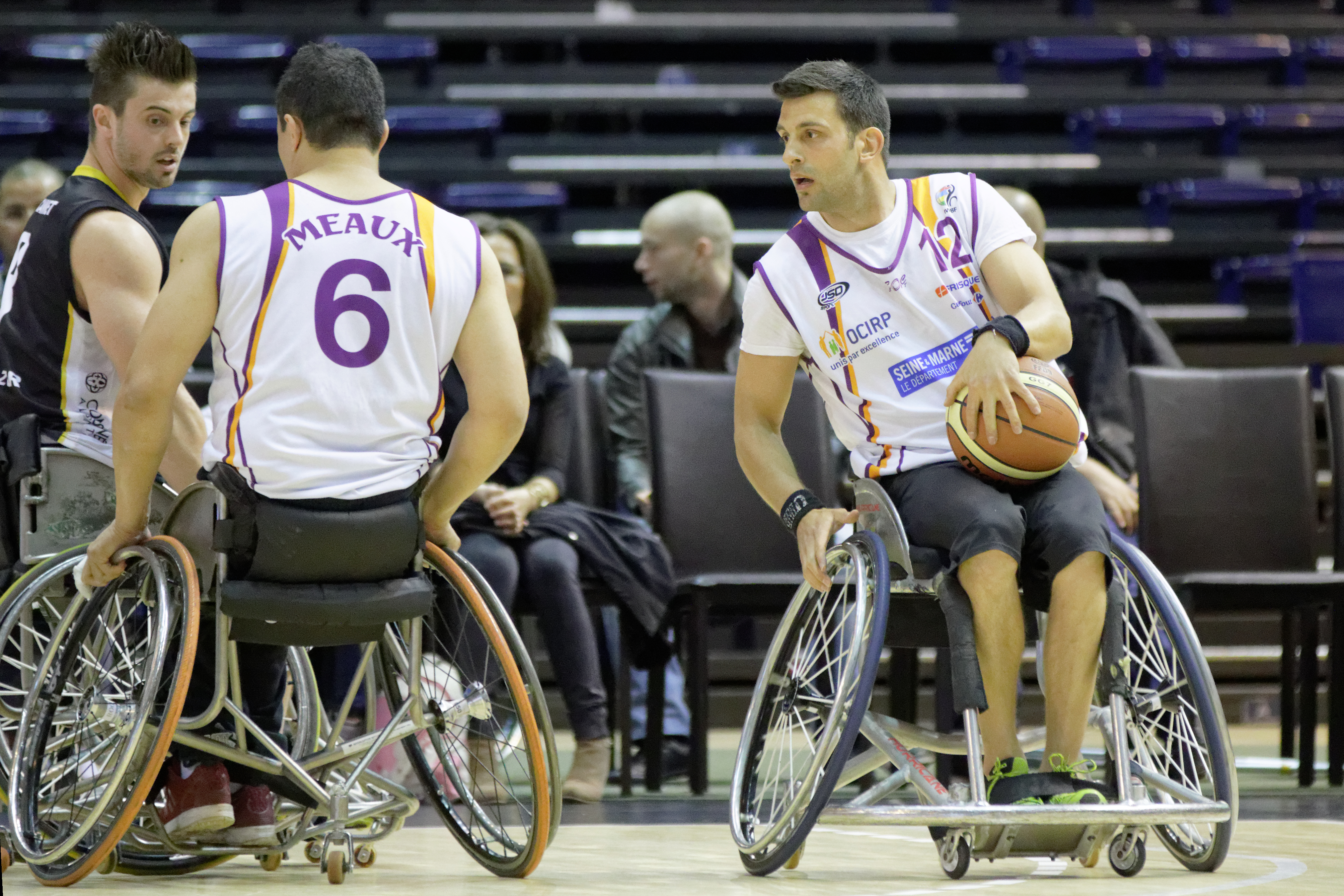
Dor Onn (numéro 12 blanc) sous les couleurs de Meaux en mai 2015.

Le premier quart de finale oppose deux équipes aux dynamiques très différentes, mais Israël compte bien jouer sa carte d'outsider jusqu'au bout. Les dix premières minutes voient les deux sélections rester au coude à coude, alors qu'Aliaksandr Halouski inscrit 10 points pour l'Allemagne (il termine la partie à 18 points et 13 rebonds). La défense haute des Allemands occasionne plusieurs pertes de balle mises à profit par Halouski et Bienek (10 points et 6 passes). Mais après un temps-mort et l'entrée d'Allon Dor Onn (qui totalise 23 points, 10 rebonds et 4 passes), Israël refait son retard, revenant à cinq points à la mi-temps sur un panier à trois points de Lior Dror. La reprise est marquée par la forte défense allemande. Les entrées de Dirk Passiwan (16 points) et Mathias Heimbach renforcent l'attaque allemande. Avec de nombreuses fautes provoquées, l'écart grimpe jusqu'à dix points. Incapable d'inscrire le moindre panier en cinq minutes, Israël laisse l'Allemagne s'échapper en début de quatrième quart-temps. Les deux paniers à trois points consécutifs de Dor Onn ne donnent à ses coéquipiers qu'un espoir de courte durée. Ils s'inclinent 54 à 75.
Turcs et Espagnols se retrouvent pour la première fois depuis le match pour la médaille de bronze du championnat du monde 2014 (remporté par la Turquie 68-63). Encore invaincue, la Turquie se méfie tout de même d'une équipe qui a joué les yeux dans les yeux avec l'Allemagne et la Grande-Bretagne. Avec sérieux et application, elle prend la tête dès le début du match (19-14, 10e). Le deuxième quart-temps est sensiblement identique (29-20, 20e). Soutenue bruyamment par son banc et les joueuses de sa sélection féminine, l'Espagne remporte le troisième quart pour mettre la pression sur son adversaire, comptant sur l'adresse d'Alejandro Zarzuela (22 points, 7 rebonds et 2 interceptions). Mais la Turquie fait la différence grâce à ses trois joueurs ayant passé les 40 minutes sur le terrain : Gümüş (20 points et 9 rebonds), Gezinci (double-double avec 14 points et 18 rebonds dont 7 offensifs) et Gürbulak (triple-double avec 14 points mais 0/8 à trois points, 11 rebonds et 12 passes).
La rencontre entre la Pologne et les Pays-Bas débute de manière indécise. Tandis que les Néerlandais s'appuient sur leur jeu intérieur, les Polonais profitent de l'adresse longue distance de leurs grands joueurs, qui passent assez facilement la zone-presse tout terrain adverse. Repoussés de plus en plus loin du panier au cours du deuxième quart-temps, ils laissent les Pays-Bas rentrer au vestiaire avec un avantage de 8 points. Ce scénario se poursuit lors du quart-temps suivant. Cependant, la Pologne dispose de la meilleure triplette de shooteurs de la compétition : Bandura (16 points et 6 rebonds), Filipski (20 points à 3/5 à trois points, 5 rebonds et 10 passes) et Luszynski (10 points, 11 rebonds et 8 passes). Elle parvient grâce à eux à passer sous la barre des cinq points d'écarts après leur troisième tentative, juste avant la fin de la période. Ce retour est de courte durée, les Pays-Bas profitant de quelques ballons volés pour reprendre six puis douze points d'avance. Groen (8 points, 12 rebonds), Bellers (21 points et 12 rebonds) et Korkmaz (16 points, 5 rebonds et 14 passes décisives), quoique relativement maladroits, alimentent la marque. Une dernière tentative de retour des Polonais les voit échouer à sept points de la qualification en demi-finales.
La Grande-Bretagne et l'Italie s'affrontent lors du dernier quart de finale. Les Britanniques, dont les résultats sont décevants jusqu'alors, souffrent en début de rencontre à cause d'un déficit de taille. Ces nombreux mismatches sont compensés par une réussite dans les contre-attaques, ne donnant qu'un point d'avance aux Italiens après dix minutes. Après plusieurs paniers de Terrence Bywater (24 points, 10 rebonds et 5 passes), la Grande-Bretagne prend l'avantage sur un tir à trois points de leur leader (28-25, 16e) et termine sur un 8-2 (36-27, 20e). Le discours de Matteo Cavagnini (7 points à 3/12, 4 rebonds et 3 passes) pour remotiver ses partenaires n'a pas l'effet escompté. L'écart augmente mène après que Bywater a établi un nouveau double-double. Le coach italien, Dionigi Cappelletti, paie l'élimination de son équipe avant même la fin de la compétition, puisqu'il est contraint de démissionner de ses fonctions après ce match contre les Britanniques, qui quant à eux restent ainsi en course pour conquérir un troisième titre européen consécutif.
L'Allemagne, la Turquie, les Pays-Bas et la Grande-Bretagne sont les quatre premières équipes masculines à se qualifier pour les JO de Rio 2016. Les équipes défaites en quarts de finale gardent pour objectif d'atteindre la 5e place, dernier spot de qualification pour le tournoi paralympique.

#### Classement places 5 à 8
Les quatre équipes en lice dans ce tableau concourent pour la cinquième et dernière place qualificative aux Jeux paralympiques de Rio 2016.
L'Espagne et la Pologne se retrouvent après leur confrontation épique du premier tour (82-81 après prolongation). Le début de rencontre tourne à l'avantage des Polonais qui profitent des prises à deux pour perturber l'attaque espagnole et mener 14-8. Mais l'Espagne revient rapidement grâce à sa défense, poussant à plusieurs reprises la Pologne à des violations des 24 secondes. L'adresse d'Alejandro Zarzuela (21 points à 8/11, plus 7 rebonds) et d'Asier García (14 points, 7 rebonds et 11 passes) est décisive dans le troisième quart-temps alors que la Pologne trouve de multiples solutions (huit joueurs inscrivant entre 2 et 11 points). Encore à égalité à cinq minutes de la fin, la pression espagnole fait commettre six pertes de balles aux Polonais, entre mauvaises passes et violation des 24 secondes. L'avantage de huit points pris n'est pas rattrapé.
L'Italie et Israël se retrouvent elles aussi pour une seconde confrontation (68-63 en poules). Profitant d'une bonne lecture de la défense qui leur est proposée, les coéquipiers de Bernardis (19 points et 6 passes) et Rossetti (13 points et 12 rebonds) font la course en tête, bien que chassés de près par Shabo (14 points) et Dor Onn (13 points et 9 rebonds). Le score est de 30 à 25 pour les Transalpins après vingt minutes. Mais Israël craque complètement après la mi-temps et se retrouve menée 53-35 dans le dernier quart-temps. Un retour à huit points à 3 minutes 30 de la fin est trop tardif pour inquiéter vraiment l'Italie.
La rencontre pour la septième place démarre doucement, les défenses prenant le pas sur les attaques. C'est après une série de fautes israéliennes que la Pologne commence à se détacher (23-14, 10e). Face à l'adresse extérieure adverse, Israël choisit de multiplier les fautes avant tir, ce qui se révèle peu efficace. Macek (16 points à 8/8), Filipski (proche du triple-double avec 9 points, 9 rebonds et 8 passes) et Luszynski (11 points, 5 rebonds et 6 passes) répondent coup sur coup aux offensives adverses pour maintenir l'écart. Les Israéliens paraissent fatigués et ne se révèlent plus menaçant pour la Pologne qui peut dérouler jusqu'à la fin.
La rencontre cruciale pour la cinquième place oppose les médaillés de bronze de 2013 à une équipe d'Italie volontaire, mais en manque de réussite sur ses tirs. Jordi Ruiz Jordan (31 points à 8/11 à deux points et 5/8 à trois points, plus 7 passes décisives) donne le ton d'entrée (8-2, 2e). Bernardis, discret avec seulement 5 points et 2 rebonds, ramène une première fois son équipe pour conclure le quart-temps à portée (22-16, 10e). Le même scénario se répète ensuite, mais l'écart triple avant la mi-temps grâce à la réussite espagnole (41-22, 20e). La reprise est douloureuse pour l'Italie (48-22, 21e), qui malgré une combativité exemplaire cède du terrain régulièrement. Filippo Carossino (4 points et 2 rebonds en 12 minutes) et Fabio Raimondi (12 points et 5 passes) relèvent la tête en fin de match mais concèdent une lourde défaite, 86 à 55. L'Espagne prend la cinquième place et fête sa qualification pour les Jeux paralympiques.

#### Demi-finales
Invaincue, l'Allemagne croise de nouveau la Grande-Bretagne, après une large victoire lors de la phase de poule (89-55). Les hôtes de la compétition prennent cependant l'avantage d'entrée grâce aux sept points de Gaz Choudhry (terminant avec 11 points et 5 rebonds en 20 minutes) durant le premier quart-temps (18-15, 10e). Le regain de forme du trio allemand Passiwan (14 points, 5 rebonds et 15 passes) - Halouski (25 points et 14 rebonds) - Böhme (23 points et 6 rebonds) donne lieu à un renversement de situation avant la mi-temps (38-41, 20e). Mais portée par son public, la Grande-Bretagne resserre sa défense par la suite. Après avoir repris sept points d'avance, elle concède un nouveau retour de l'Allemagne à seulement un point au milieu du dernier quart-temps. Le tête-à-tête connaît un tournant à deux minutes du terme lorsque Abdi Jama (22 points) offre cinq points d'avance à son équipe, tandis que les Allemands manquent des contre-attaques. La performance d'Abdi Jama sur cette rencontre est saluée comme preuve qu'il est bien l'un des meilleurs joueurs du monde classés 1 point. Terry Bywater (22 points, 10 rebonds et 9 passes) convertit des lancers-francs décisifs en fin de rencontre pour donner l'occasion à la Grande-Bretagne de défendre son titre. 
Turquie et Pays-Bas se retrouvent eux aussi après leur rencontre inaugurale de la poule B (52-46). Les Turcs, dernière équipe invaincue de la compétition, mettent la main sur le match grâce à leurs intérieurs Gürbulak et Gezinci, qui inscrivent 30 des 36 points de l'équipe à la mi-temps. Alors que leur leader Mustafa Korkmaz (18 points et 6 passes à la fin) y est limité à 8 points, les Néerlandais manquent de solutions offensives et d'adresse pour contester la victoire à leurs adversaires. Gürbulak a survolé la rencontre avec un nouveau triple-double : 36 points, 14 passes et 10 rebonds, dont 20 points en première mi-temps, et 7/12 aux tirs à trois points, pour 41 d'évaluation. Cem Gezinci signe quant à lui un double-double (15 points à 7/9, plus 11 rebonds) alors que Ferit Gümüş en a été très proche (16 points à 8/11 et 9 rebonds).

#### Troisième place

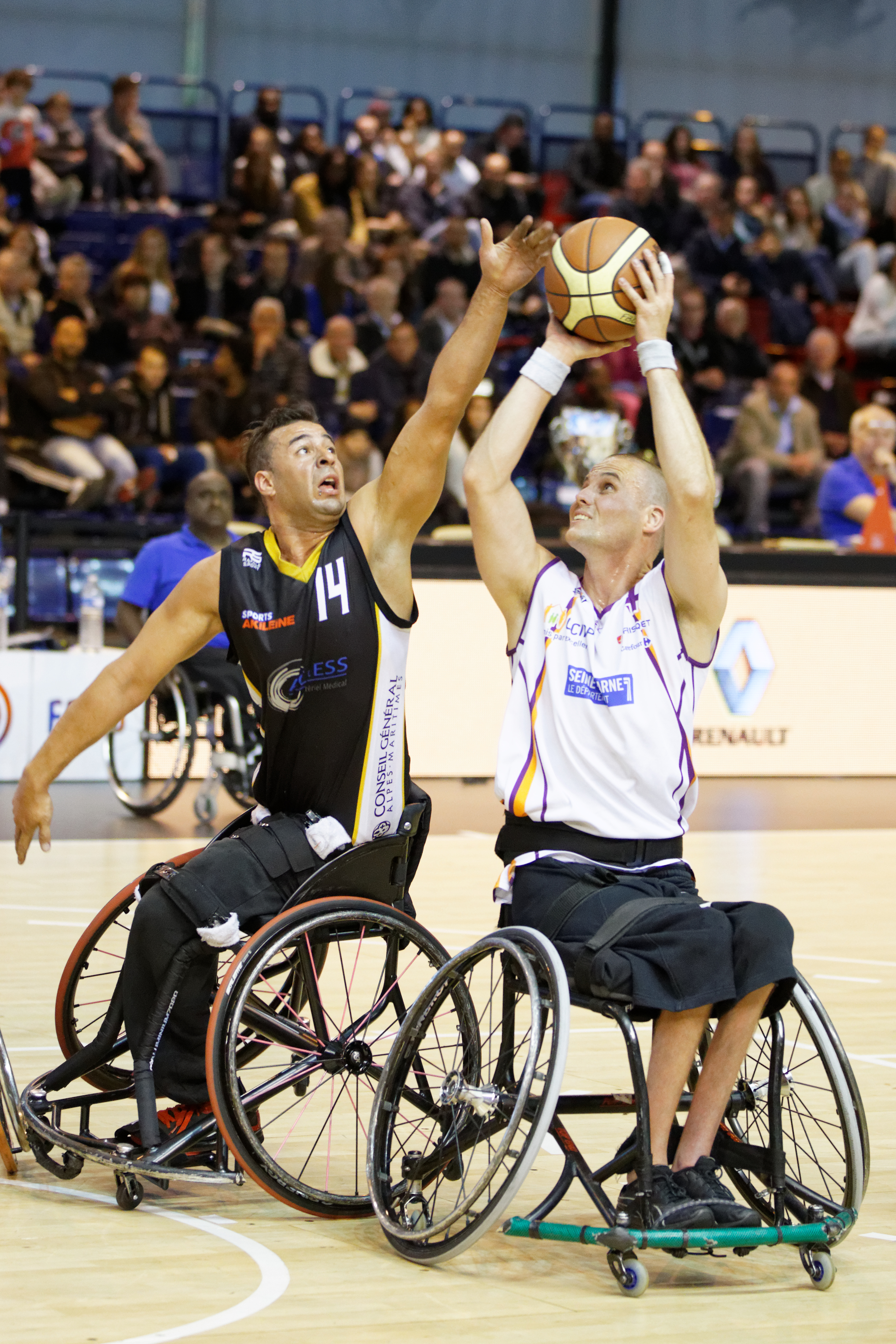
Groen (numéro 4 blanc) sous les couleurs de Meaux en mai 2015.

Le match pour la troisième place oppose deux équipes absentes des demi-finales lors du dernier Euro. L'Allemagne et les Pays-Bas le démarrent de façon très étrange car après l'entre-deux, les Allemands marquent dans leur propre panier. Mais par fair-play, l'action est annulée et la rencontre redémarre par un nouvel entre-deux. Ils ne sont pas perturbés par cette erreur et s'appuient sur leur adresse à mi-distance et une défense empêchant toute entrée dans la raquette. Il faut cinq points consécutifs de Korkmaz (19 points, 6 rebonds et 10 passes au total) pour renverser la dynamique adverse et remporter ce quart-temps, 18 à 14. La deuxième période voit les défenses dominer le match. Les tactiques sont bien en place et l'Allemagne parvient à revenir à égalité juste avant la mi-temps. Le match est haché par les fautes, mais la dynamique est pour l'Allemagne. Grâce à une adresse retrouvée, avec pour principal animateur Dirk Passiwan (21 points, 6 rebonds et 13 passes décisives), les Allemands se détachent largement (54-40, 30e). Appliquant parfaitement une pression défensive efficace et le ralentissement de la balle en attaque, ils ne sont pas inquiétés et terminent sur une victoire 74 à 56 pour ramener la médaille de bronze chez eux.
| 6 septembre 2015 15 h 00 | [PDF] Stats | Allemagne                                              | 74-56                               | Pays-Bas                                 |  | Worcester University Arena, Court central Worcester Affluence : 250 |
| 6 septembre 2015 15 h 00 | [PDF] Stats | Score par quart-temps : 14-18, 16-12, 24-10, 20-16     |                                     |                                          |  | Worcester University Arena, Court central Worcester Affluence : 250 |
| 6 septembre 2015 15 h 00 | [PDF] Stats | Score par mi-temps : 30-30, 44-26                      |                                     |                                          |  | Worcester University Arena, Court central Worcester Affluence : 250 |
| 6 septembre 2015 15 h 00 | [PDF] Stats | Passiwan, Böhme 21 Halouski 11 Passiwan 13 Passiwan 32 | Points Rebonds Passes d. Évaluation | Korkmaz 19 Groen 7 Korkmaz 10 Korkmaz 19 |  | Worcester University Arena, Court central Worcester Affluence : 250 |

#### Finale
La finale entre la Grande-Bretagne et la Turquie est un classique des phases finales de ces dernières années, après le quart de finale du championnat du monde 2014, remporté par la Turquie (71-69), et la finale de l'Euro 2013, remportée cette fois par la Grande-Bretagne (59-57).
Démarrant sur un rythme enlevé, la Grande-Bretagne creuse un écart en fin de premier quart-temps, comptant sur une adresse extérieure salutaire alors que l'accès à la raquette lui est interdit par la défense turque (21-13, 10e). Contrôlant le rythme du match par la suite, l'écart se maintient autour des dix points. Accumulant les fautes, les seules réelles occasions de marquer sont sur lancers-francs. Après la pause, la Turquie subit plusieurs actions à trois points qui la repoussent à dix-neuf longueurs, notamment du fait de l'activité de Gaz Choudhry (12 points à 2/4 à tois points, 5 rebonds et 8 passes)., qui contre les tentatives de retour adverses (61-42, 30e). Gürbulak (20 points à 1/8 à trois points, plus 11 passes) et Gümüş (17 points et 7 rebonds) tentent dès le début du quatrième quart de réduire l'écart, mais Terry Bywater (29 points, 6 rebonds, 10 passes pour 36 d'évaluation) répond à chaque panier turc. La fin de match est déliée, chaque équipe faisant jouer son banc et inscrivant un grand nombre de points (26-24 sur les dix dernières minutes).
Le triplé est historique pour la Grande-Bretagne, seuls Israël et la France (une fois, plus un quadruplé) l'ont aussi réalisé.
| 6 septembre 2015 17 h 15 | [PDF] Stats | Grande-Bretagne                                    | 87-66                               | Turquie                                           |  | Worcester University Arena, Court central Worcester Affluence : 600 |
| 6 septembre 2015 17 h 15 | [PDF] Stats | Score par quart-temps : 21-13, 13-12, 27-17, 26-24 |                                     |                                                   |  | Worcester University Arena, Court central Worcester Affluence : 600 |
| 6 septembre 2015 17 h 15 | [PDF] Stats | Score par mi-temps : 34-25, 53-41                  |                                     |                                                   |  | Worcester University Arena, Court central Worcester Affluence : 600 |
| 6 septembre 2015 17 h 15 | [PDF] Stats | Bywater 29 Sagar 8 Bywater 10 Bywater 36           | Points Rebonds Passes d. Évaluation | Gürbulak 20 Gezinci, Gümüş 7 Gürbulak 11 Gümüş 18 |  | Worcester University Arena, Court central Worcester Affluence : 600 |

## Classements, statistiques et récompenses

### Classement final
Les cinq premières équipes du classement sont qualifiées pour les Jeux paralympiques 2016,. Les deux dernières sont reléguées en division B et disputeront le championnat d'Europe B durant l'été 2016.
| Place              | Équipes            | MJ | V-D | PM-PP |
| ------------------ | ------------------ | -- | --- | ----- |
| Médaille d'or      | Grande-Bretagne    | 8  | 6-2 | 76-63 |
| Médaille d'argent  | Turquie            | 8  | 7-1 | 66-57 |
| Médaille de bronze | Allemagne          | 8  | 7-1 | 78-57 |
| 4                  | Pays-Bas           | 8  | 4-4 | 61-57 |
| 5                  | Espagne            | 8  | 5-3 | 66-62 |
| 6                  | Italie             | 8  | 4-4 | 60-63 |
| 7                  | Pologne            | 8  | 4-4 | 73-67 |
| 8                  | Israël             | 8  | 2-6 | 57-69 |
| 9                  | Suède              | 7  | 4-3 | 67-56 |
| 10                 | Suisse             | 7  | 1-6 | 53-73 |
| 11                 | France             | 7  | 2-5 | 60-71 |
| 12                 | République tchèque | 7  | 0-7 | 47-77 |

- Équipes ayant obtenu leur qualification pour les Jeux paralympiques d'été de 2016 lors de ce championnat
- Équipes reléguées en division B du championnat d'Europe

### Leaders statistiques par catégorie

#### Statistiques des équipes
L'Allemagne termine meilleure attaque de la compétition, devant la Grande-Bretagne et la Pologne. Ce sont les trois seules équipes qui ont inscrit plus de 70 points par match en moyenne. Quatorze équipes ont inscrit au moins une fois plus de 80 points sur un match, et seules trois ont dépassé les 90 points.

##### Points marqués
| Place | Équipe          | MJ | Moyenne | Total |
| ----- | --------------- | -- | ------- | ----- |
| 1     | Allemagne       | 8  | 77,63   | 621   |
| 2     | Grande-Bretagne | 8  | 76,38   | 611   |
| 3     | Pologne         | 8  | 72,50   | 580   |
| 4     | Suède           | 7  | 66,57   | 466   |
| 5     | Espagne         | 8  | 66,38   | 531   |

| Place | Équipe          | Adversaire         | Score  | Score    |
| Place | Équipe          | Adversaire         | Marqué | Encaissé |
| ----- | --------------- | ------------------ | ------ | -------- |
| 1     | Grande-Bretagne | République tchèque | 92     | 42       |
| 1     | Allemagne       | République tchèque | 92     | 32       |
| 1     | Pays-Bas        | Israël             | 92     | 46       |
| 4     | Allemagne       | Grande-Bretagne    | 89     | 55       |
| 5     | Grande-Bretagne | Turquie            | 87     | 66       |

##### Passes décisives
| Place | Équipe          | MJ | Moyenne | Total |
| ----- | --------------- | -- | ------- | ----- |
| 1     | Pologne         | 8  | 25,13   | 201   |
| 2     | Grande-Bretagne | 8  | 24,13   | 193   |
| 3     | Allemagne       | 8  | 23,00   | 184   |
| 4     | Espagne         | 8  | 19,13   | 153   |
| 5     | Italie          | 8  | 18,63   | 149   |

| Place | Équipe          | Adversaire         | Statistique |
| ----- | --------------- | ------------------ | ----------- |
| 1     | Pologne         | France             | 34          |
| 2     | Grande-Bretagne | Turquie            | 33          |
| 3     | Pologne         | République tchèque | 31          |
| 4     | Allemagne       | République tchèque | 29          |
| 5     | Grande-Bretagne | Pologne            | 28          |

##### Rebonds
| Place | Équipe    | MJ | Moyenne | Total |
| ----- | --------- | -- | ------- | ----- |
| 1     | Turquie   | 8  | 39,25   | 314   |
| 2     | Pays-Bas  | 8  | 37,38   | 299   |
| 3     | Allemagne | 8  | 36,88   | 295   |
| 4     | Italie    | 8  | 36,63   | 293   |
| 5     | Espagne   | 8  | 35,50   | 284   |

| Place | Équipe    | Adversaire         | Statistique |
| ----- | --------- | ------------------ | ----------- |
| 1     | Turquie   | Suisse             | 53          |
| 2     | Pays-Bas  | Suisse             | 47          |
| 3     | Italie    | Pays-Bas           | 46          |
| 4     | Allemagne | République tchèque | 44          |
| 4     | Israël    | Suisse             | 44          |
| 4     | France    | Suisse             | 44          |

##### Évaluation
| Place | Équipe          | MJ | Moyenne | Total |
| ----- | --------------- | -- | ------- | ----- |
| 1     | Allemagne       | 8  | 102,38  | 819   |
| 2     | Grande-Bretagne | 8  | 94,38   | 755   |
| 3     | Pologne         | 8  | 93,00   | 744   |
| 4     | Turquie         | 8  | 81,13   | 649   |
| 5     | Suède           | 7  | 79,71   | 558   |

| Place | Équipe          | Adversaire         | Statistique |
| ----- | --------------- | ------------------ | ----------- |
| 1     | Allemagne       | République tchèque | 135         |
| 2     | Allemagne       | Grande-Bretagne    | 127         |
| 3     | Pologne         | République tchèque | 124         |
| 4     | Grande-Bretagne | Turquie            | 119         |
| 5     | Pays-Bas        | Israël             | 117         |

#### Statistiques des joueurs
Le Turc Özgür Gürbulak termine la compétition avec un triple-double de moyenne, en 8 matchs joués (16,4 points, 10,9 rebonds et 12 passes décisives par match).

##### Points marqués
| Place | Joueur              | MJ | Moyenne | Total |
| ----- | ------------------- | -- | ------- | ----- |
| 1     | Joakim Lindén       | 7  | 25,00   | 175   |
| 2     | Thomas Böhme        | 8  | 22,00   | 176   |
| 3     | Mustafa Korkmaz     | 8  | 21,00   | 168   |
| 4     | Aliaksandr Halouski | 8  | 19,63   | 157   |
| 5     | Mateusz Filipski    | 8  | 19,25   | 154   |

| Place | Joueur             | Adversaire         | Statistique |
| ----- | ------------------ | ------------------ | ----------- |
| 1     | Alejandro Zarzuela | Pologne            | 37          |
| 2     | Özgür Gürbulak     | Pays-Bas           | 36          |
| 3     | Joakim Lindén      | République tchèque | 34          |
| 3     | Mustafa Korkmaz    | Israël             | 34          |
| 5     | Thomas Böhme       | Grande-Bretagne    | 33          |

##### Passes décisives
| Place | Joueur               | MJ | Moyenne | Total |
| ----- | -------------------- | -- | ------- | ----- |
| 1     | Özgür Gürbulak       | 8  | 12,00   | 96    |
| 2     | Mateusz Filipski     | 8  | 8,75    | 70    |
| 3     | Mustafa Korkmaz      | 8  | 8,13    | 65    |
| 4     | Asier García Pereiro | 8  | 8,00    | 64    |
| 5     | Piotr Luszynski      | 8  | 7,88    | 63    |

| Place | Joueur               | Adversaire      | Statistique |
| ----- | -------------------- | --------------- | ----------- |
| 1     | Özgür Gürbulak       | Suède           | 15          |
| 1     | Özgür Gürbulak       | Italie          | 15          |
| 1     | Dirk Passiwan        | Grande-Bretagne | 15          |
| 4     | Özgür Gürbulak       | Pays-Bas        | 14          |
| 4     | Piotr Luszynski      | Allemagne       | 14          |
| 4     | Asier García Pereiro | Pologne         | 14          |
| 4     | Mustafa Korkmaz      | Pologne         | 14          |

##### Rebonds
| Place | Joueur              | MJ | Moyenne | Total |
| ----- | ------------------- | -- | ------- | ----- |
| 1     | Aliaksandr Halouski | 8  | 11,88   | 95    |
| 2     | Özgür Gürbulak      | 8  | 10,88   | 87    |
| 3     | Mateo Cavagnini     | 8  | 8,75    | 70    |
| 4     | Cem Gezinci         | 7  | 8,57    | 60    |
| 5     | Mattijs Bellers     | 8  | 8,38    | 67    |

| Place | Joueur              | Adversaire      | Statistique |
| ----- | ------------------- | --------------- | ----------- |
| 1     | Aliaksandr Halouski | Grande-Bretagne | 23          |
| 2     | Cem Gezinci         | Espagne         | 18          |
| 2     | Matteo Cavagnini    | Pays-Bas        | 18          |
| 4     | Özgür Gürbulak      | Suisse          | 15          |
| 4     | Terrence Bywater    | Espagne         | 15          |

##### Évaluation
| Place | Joueur              | MJ | Moyenne | Total |
| ----- | ------------------- | -- | ------- | ----- |
| 1     | Mateusz Filipski    | 8  | 28,13   | 225   |
| 2     | Joakim Lindén       | 7  | 26,86   | 188   |
| 3     | Dirk Passiwan       | 8  | 25,63   | 205   |
| 4     | Aliaksandr Halouski | 8  | 25,00   | 200   |
| 5     | Terrence Bywater    | 8  | 21,75   | 174   |

| Place | Joueur              | Adversaire      | Statistique |
| ----- | ------------------- | --------------- | ----------- |
| 1     | Özgür Gürbulak      | Pays-Bas        | 41          |
| 2     | Alejandro Zarzuela  | France          | 40          |
| 2     | Dirk Passiwan       | France          | 40          |
| 2     | Aliaksandr Halouski | Grande-Bretagne | 40          |
| 5     | Joakim Lindén       | Suisse          | 39          |
| 5     | Mustafa Korkmaz     | Israël          | 39          |

### Récompenses individuelles

#### MVP par match
À l'issue de chaque rencontre, une récompense est décernée au meilleur joueur du match.
| Match (poule)      | Joueur               | Éval | Pts | Rbds | Pds |
| ------------------ | -------------------- | ---- | --- | ---- | --- |
| 28 août 2015       |                      |      |     |      |     |
| vs (A)             | Gaz Choudhry         | 31   | 24  | 4    | 10  |
| 29 août 2015       |                      |      |     |      |     |
| vs (B)             | Mustafa Korkmaz      | 1    | 13  | 3    | 6   |
| vs (B)             | Stefano Rossetti     | 12   | 15  | 12   | 3   |
| vs (A)             | Alejandro Zarzuela   | 40   | 30  | 13   | 4   |
| vs (A)             | Andre Bienek         | 28   | 12  | 8    | 11  |
| vs (B)             | Igal Allon Dor Onn   | 10   | 5   | 7    | 9   |
| vs (A)             | Abdi Jama            | 23   | 29  | 2    | 2   |
| 30 août 2015       |                      |      |     |      |     |
| vs (B)             | Joakim Lindén        | 19   | 24  | 3    | 3   |
| vs (A)             | Pablo Jesus Zarzuela | 13   | 10  | 2    | 1   |
| vs (B)             | Francesco Santorelli | 14   | 15  | 3    | 1   |
| vs (A)             | Lee Manning          | 4    | 8   | 3    | 1   |
| vs (A)             | Thomas Bohme         | 26   | 25  | 7    | 6   |
| vs (B)             | Robin Poggenwisch    | 20   | 8   | 6    | 12  |
| 31 août 2015       |                      |      |     |      |     |
| vs (A)             | Miroslav Sperk       | 14   | 16  | 0    | 9   |
| vs (B)             | Cem Gezinci          | 32   | 28  | 7    | 0   |
| vs (A)             | Alejandro Zarzuela   | 30   | 37  | 8    | 0   |
| vs (A)             | Thomas Bohme         | 33   | 33  | 4    | 6   |
| vs (B)             | Igal Allon Dor Onn   | 23   | 29  | 8    | 3   |
| vs (B)             | Mustafa Korkmaz      | 18   | 20  | 10   | 9   |
| 1er septembre 2015 |                      |      |     |      |     |
| vs (B)             | Igal Allon Dor Onn   | 29   | 20  | 8    | 12  |
| vs (A)             | Dominik Mosler       | 31   | 27  | 6    | 3   |
| vs (A)             | Andre Bienek         | 29   | 22  | 8    | 5   |
| vs (B)             | Mustafa Korkmaz      | 23   | 25  | 7    | 5   |
| vs (B)             | Özgür Gürbulak       | 22   | 15  | 15   | 8   |
| vs (A)             | Terrence Bywater     | 36   | 27  | 15   | 6   |
| 2 septembre 2015   |                      |      |     |      |     |
| vs (A)             | Mateusz Filipski     | 36   | 31  | 5    | 11  |
| vs (B)             | Philipp Häfeli       | 26   | 22  | 8    | 8   |
| vs (B)             | Matteo Cavagnini     | 26   | 19  | 18   | 2   |
| vs (B)             | Ibrahim Yavuz        | 31   | 20  | 8    | 8   |
| vs (A)             | Dirk Passiwan        | 28   | 17  | 9    | 7   |

| Match (phase)    | Joueur             | Éval | Pts | Rbds | Pds |
| ---------------- | ------------------ | ---- | --- | ---- | --- |
| 3 septembre 2015 |                    |      |     |      |     |
| vs (9-12)        | Janic Binda        | 23   | 19  | 5    | 5   |
| vs (9-12)        | Joakim Lindén      | 35   | 34  | 6    | 4   |
| vs (1/4)         | Dirk Passiwan      | 17   | 16  | 3    | 3   |
| vs (1/4)         | Ferit Gümüş        | 24   | 20  | 9    | 0   |
| vs (1/4)         | Mattijs Bellers    | 17   | 21  | 12   | 0   |
| vs (1/4)         | Terrence Bywater   | 28   | 24  | 10   | 5   |
| 4 septembre 2015 |                    |      |     |      |     |
| vs (5-8)         | Alejandro Zarzuela | 24   | 21  | 7    | 1   |
| vs (5-8)         | Fabio Bernardis    | 17   | 19  | 1    | 6   |
| vs (1/2)         | Abdi Jama          | 19   | 22  | 1    | 3   |
| vs (1/2)         | Özgür Gürbulak     | 41   | 36  | 10   | 14  |
| 5 septembre 2015 |                    |      |     |      |     |
| vs (11-12)       | Houcine Belaïd     | 14   | 12  | 5    | 3   |
| vs (9-10)        | Joakim Lindén      | 39   | 31  | 9    | 5   |
| vs (7-8)         | Andrzej Macek      | 17   | 16  | 0    | 1   |
| vs (5-6)         | Jordi Ruiz Jordan  | 34   | 31  | 3    | 7   |
| 6 septembre 2015 |                    |      |     |      |     |
| vs (3-4)         | Dirk Passiwan      | 32   | 21  | 6    | 13  |
| vs (1-2)         | Terrence Bywater   | 36   | 29  | 6    | 10  |

#### Cinq all-star
Les entraineurs des dix-neuf équipes de la compétition se sont réunis pour désigner les cinq meilleurs joueurs, dits all-stars :
- Abdi Jama (classification : 1,0 point)
- Jordi Ruiz Jordan (2,5 points)
- Thomas Bohme (3,0 points)
- Mustafa Korkmaz (3,0 points)
- Özgür Gürbulak (4,0 points)

## Autour de la compétition

### Médias
Toutes les rencontres sont retransmises sur internet en streaming, sur le site internet de l'évènement, en plus des habituelles statistiques lives fournies via BasketHotel et consultables après les rencontres.
Les demi-finales (hommes et femmes), ainsi que les rencontres pour la 3e place et les finales sont retransmises en direct vendredi 4 et dimanche 6 septembre sur BBC Red Button.
Lors du premier week-end de compétition, un total de 77 758 vues a été enregistré sur 26 016 visiteurs uniques pour l'ensemble des rencontres masculines et féminines. La rencontre la plus suivie aura été le match entre les sélections masculines de la Pologne et de la Grande-Bretagne (groupe A, le 29 août), avec 5 228 vues. Les internautes proviennent majoritairement de Grande-Bretagne (27 %), d'Allemagne (12 %) et d'Espagne (10 %).

### Cérémonie d'ouverture
La cérémonie d'ouverture a eu lieu sous le regard du prince Richard, duc de Gloucester.

### Retombées économiques locales
Environ 10 000 personnes sont attendues durant toute la durée de la compétition (rencontres masculines et féminines confondues).
L'organisation des championnats d'Europe 2015 devrait rapporter à l'économie locale du Worcestershire environ 1,5 million £,.